# Albert Whitford
Albert Edward Whitford (Milton, Wisconsin, 22 de octubre de 1905 – Madison, Wisconsin, 28 de marzo de 2002) fue un astrónomo estadounidense.

## Biografía
Whitford asistió al Milton College de su ciudad natal, y posteriormente estudió en la Universidad de Wisconsin-Madison, donde en 1932 se doctoró en física. Allí trabajó como asistente de Joel Stebbins, pionero en el uso de la fotometría fotoeléctrica en la investigación astronómica, con el que inició una larga colaboración. Juntos realizaron observaciones de los cambios de longitud de onda de la luz estelar causados por el medio interestelar, el color de las galaxias o las estrellas binarias. En 1933 aceptó un puesto de astrónomo en el Instituto Tecnológico de California, lo que le permitió seguir trabajando con Stebbins en el Observatorio del Monte Wilson. En 1935 regresó a Madison.
Durante la Segunda Guerra Mundial, trabajó en el Laboratorio de Radiación del MIT. En 1948 sucedió a Stebbins como director del Observatorio Washburn, cargo que desempeñó hasta 1958. De 1958 a 1968 fue director del Observatorio Lick. Posteriormente, fue profesor en la Universidad de Wisconsin-Madison y en la Universidad de California en Santa Cruz.

## Obra
Whitford fue pionero en la fotometría fotoeléctrica y mejoró considerablemente su sensibilidad. Sus estudios fotométricos condujeron al desarrollo de la llamada curva de enrojecimiento, que cuantifica la absorción interestelar de la luz y que fue importante para cartografiar la distribución de las estrellas en la Vía Láctea. También estudió las estrellas de los bulbos galácticos.

## Distinciones
- 1954: Miembro de la Academia Americana de las Artes y las Ciencias
- 1954: Miembro de la Academia Nacional de Ciencias[6]
- 1960: Premio Jules Janssen
- 1986: Premio Henry Norris Russell[7]
- 1996: Medalla Bruce[8]

El asteroide (2301) Whitford lleva su nombre.